# Leicester City Football Club 2019-2020
Questa voce raccoglie le informazioni riguardanti il Leicester City Football Club nelle competizioni ufficiali della stagione 2019-2020.

## Stagione
La stagione 2019-20 è la centoquindicesima nella storia del club e la sua cinquantaduesima stagione nella massima divisione. Questa stagione vedrà il Leicester City partecipare alla Premier League per la sesta stagione consecutiva, alla FA Cup e alla League Cup.
In League Cup la squadra, dopo aver eliminato Newcastle, Luton Town, Burton Albion ed Everton, arriva alla doppia sfida di semifinale con l'Aston Villa: la partita d'andata, giocata in casa dal Leicester, finisce con il punteggio di 1-1, mentre nella semifinale di ritorno, giocata a Birmingham, i Villans si impongono per 2-1 grazie a un gol siglato in pieno recupero, sancendo così la fine del percorso del Leicester nella competizione.
In FA Cup il Leicester elimina il Wigan e il Brentford, poi il Birmingham City agli ottavi di finale; ai quarti di finale viene sconfitto 1-0 in casa dal Chelsea, venendo così eliminato dal torneo.
Il 12 marzo 2020, attraverso un comunicato, il club annuncia che tre calciatori della Prima Squadra sono risultati positivi al tampone del Coronavirus COVID-19, applicando immediatamente le dovute procedure del caso, compreso un periodo di autoisolamento. Il giorno successivo, 13 marzo 2020, in una nota congiunta, la Premier League, la English Football League e la FA, comunicano la sospensione di ogni attività agonistica fino agli inizi di aprile a causa dell'emergenza dovuta alla pandemia di COVID-19 del 2020 nel Regno Unito. Con un nuovo comunicato, il 19 marzo 2020, viene comunicato che la sospensione durerà fino al 30 aprile 2020, salvo in seguito prolungare la sospensione fino a data da destinarsi o perlomeno fino a quando la situazione sanitaria non sia sicura per lo svolgimento degli eventi sportivi. Il 1º maggio 2020, la lega comunica la riduzione delle attività del settore giovanile ed una prima pianificazione per la ripresa delle attività dei club, in primis gli allenamenti dei calciatori. Seguendo le linee guida del protocollo Return To Training, il 18 maggio vengono dettate le linee guida per il ritorno dei calciatori agli allenamenti in piccoli gruppi, mantenendo le distanze di sicurezza e sanificando gli ambienti all'interno del quale si svolgono le attività della squadra: con queste prerogative, il Leicester riprende le proprie attività di allenamento il 20 maggio 2020.
Attraverso un nuovo comunicato, il 27 maggio 2020, la Premier League detta le linee guida su come riprendere gli allenamenti durante la cosiddetta "fase 2" della pandemia ed il giorno successivo comunica che la ripresa del campionato è fissata per il 17 giugno 2020 confermando la volontà di portare a termine il campionato. Il 5 giugno 2020, la FA stila il calendario delle prime tre giornate e delle gare di FA Cup dal momento della ripresa.
Il 26 luglio 2020, dopo essere stato lungamente al 2º posto, si ritrova all'ultima giornata a giocarsi l'accesso alla Champions League in un vero e proprio scontro diretto con il Manchester Utd: viene sconfitto in casa dai Red Devils per 2-0, terminando al 5º posto in Premier League, guadagnandosi l'accesso diretto alla fase a gironi dell'Europa League 2020-2021. Jamie Vardy, con 23 reti realizzate, è stato il capocannoniere del campionato, vincendo la classifica marcatori.

## Maglie e sponsor
Lo sponsor tecnico, dalla stagione 2019-2020 è Adidas. Lo sponsor ufficiale che compare sulle divise dal 2010 è King Power; anche per questa stagione Bia Saigon, società controllata dalla ThaiBev, multinazionale thailandese nel campo delle bevande, è Sleeve Sponsor per tutte le divise. Nell'ultima giornata di campionato viene presentata la nuova maglia per la stagione 2020-2021, il cui sponsor per le partite di campionato 2020-2021 sarà lo slogan THAILAND Smiles with you, nato dalla partnership tra Leicester City, lo sponsor King Power e l'Autorità per il Turismo della Thailandia; questa collaborazione mira al rilancio del turismo nel paese asiatico dopo la crisi dovuta al COVID-19.
| Casa | Trasferta | Terza | Casa (38ª Giornata) |

## Organigramma societario
Dal sito Internet ufficiale della società.
Area direttiva
- Presidente:Aiyawatt Srivaddhanaprabha
- Vice presidente: Apichet Srivaddhanaprabha
- Vice presidente: Liu Shilai
- Amministratore delegato: Susan Whelan
- Direttore finanziario: Simon Capper
- Consulente generale: Matthew Phillips

Area organizzativa
- Direttore area sportiva: Jon Rudkin
- Direttore operativo area sportiva: Andrew Neville
- Direttore proprietà ed infrastrutture: Mags Mernagh
- Direttore operativo e resp. sicurezza: Kevin Barclay

Area comunicazione
- Direttore comunicazione: Anthony Herlihy

Area marketing
- Direttore commerciale: Dan Barnett
- Direttore strategia commerciale: Nick Oakley

Area tecnica
- Allenatore: Brendan Rodgers
- Viceallenatore: Chris Davies
- Collaboratore Tecnico: Kolo Touré
- Assistente Tecnico: Glen Driscoll
- Allenatore dei portieri: Mike Stowell
- Assistente Tattico: Adam Sadler
- Magazziniere: Paul McAndrew
- Rapporti con la squadra: Jon Sanders
- Capo osservatori Prima Squadra: Lee Congerton
- Capo osservatori: David Mills

Area sanitaria
- Capo fisioterapista: Dave Rennie
- Fisioterapista: Simon Murphy
- Medico sociale: Ian Patchett
- Massaggiatore: Gary Silk
- Massaggiatore: Reuben Walker
- Osservatore scientifico: Matt Reeves
- Preparatore atletico: Tom Joel
- Preparatore atletico: Mitch Willis
- Capo Analista: Andy Blake
- Analista prep. atl. e performance: Matthew Edge

## Rosa
Rosa aggiornata al 26 luglio 2020..
| N. |                             | Ruolo | Calciatore            |
| -- | --------------------------- | ----- | --------------------- |
| 1  | Danimarca (bandiera)        | P     | Kasper Schmeichel     |
| 2  | Inghilterra (bandiera)      | D     | James Justin          |
| 3  | Inghilterra (bandiera)      | D     | Ben Chilwell          |
| 4  | Turchia (bandiera)          | D     | Çağlar Söyüncü        |
| 5  | Giamaica (bandiera)         | D     | Wes Morgan (capitano) |
| 6  | Irlanda del Nord (bandiera) | D     | Jonny Evans           |
| 7  | Inghilterra (bandiera)      | C     | Demarai Gray          |
| 8  | Belgio (bandiera)           | C     | Youri Tielemans       |
| 9  | Inghilterra (bandiera)      | A     | Jamie Vardy           |
| 10 | Inghilterra (bandiera)      | C     | James Maddison        |
| 11 | Inghilterra (bandiera)      | C     | Marc Albrighton       |
| 12 | Galles (bandiera)           | P     | Danny Ward            |
| 13 | Algeria (bandiera)          | A     | Islam Slimani         |
| 14 | Nigeria (bandiera)          | A     | Kelechi Iheanacho     |
| 15 | Inghilterra (bandiera)      | C     | Harvey Barnes         |
| 16 | Croazia (bandiera)          | D     | Filip Benković        |
| 17 | Spagna (bandiera)           | A     | Ayoze Pérez Gutiérrez |
| 18 | Ghana (bandiera)            | C     | Daniel Amartey        |

| N. |                        | Ruolo | Calciatore            |
| -- | ---------------------- | ----- | --------------------- |
| 20 | Inghilterra (bandiera) | C     | Hamza Choudhury       |
| 21 | Portogallo (bandiera)  | D     | Ricardo Pereira       |
| 22 | Inghilterra (bandiera) | C     | Matty James           |
| 23 | Portogallo (bandiera)  | C     | Adrien Silva          |
| 24 | Francia (bandiera)     | C     | Nampalys Mendy        |
| 25 | Nigeria (bandiera)     | C     | Wilfred Ndidi         |
| 26 | Belgio (bandiera)      | C     | Dennis Praet          |
| 27 | Mali (bandiera)        | A     | Fousseni Diabaté      |
| 28 | Austria (bandiera)     | D     | Christian Fuchs       |
| 29 | Inghilterra (bandiera) | D     | Ryan Bennett          |
| 31 | Algeria (bandiera)     | C     | Rachid Ghezzal        |
| 35 | Svizzera (bandiera)    | P     | Eldin Jakupović       |
| 37 | Galles (bandiera)      | C     | Andy King             |
| 39 | Inghilterra (bandiera) | D     | Darnell Johnson       |
| 45 | Inghilterra (bandiera) | A     | George Hirst          |
| 49 | Inghilterra (bandiera) | C     | Kiernan Dewsbury-Hall |
| 56 | Inghilterra (bandiera) | D     | Luke Thomas           |

## Calciomercato

### Sessione estiva(dall'11/6 all'8/8)
| Acquisti | Acquisti              | Acquisti            | Acquisti               |
| R.       | Nome                  | da                  | Modalità               |
| -------- | --------------------- | ------------------- | ---------------------- |
| P        | Chituru Odunze        | Vancouver Whitecaps | definitivo             |
| D        | Filip Benković        | Celtic              | fine prestito          |
| D        | Callum Elder          | Ipswich Town        | fine prestito          |
| D        | Vontae Daley-Campbell | Arsenal             | definitivo             |
| D        | Mitchell Clark        | Aston Villa         | definitivo             |
| D        | Darnell Johnson       | Hibernian           | fine prestito          |
| D        | James Justin          | Luton Town          | definitivo (7,2 mln €) |
| C        | Fousseni Diabaté      | Sivasspor           | fine prestito          |
| C        | Bartosz Kapustka      | OH Lovanio          | fine prestito          |
| C        | Andy King             | Derby County        | fine prestito          |
| C        | Josh Knight           | Peterborough Utd    | fine prestito          |
| C        | Dennis Praet          | Sampdoria           | definitivo (20 mln €)  |
| C        | Adrien Silva          | Monaco              | fine prestito          |
| C        | Youri Tielemans       | Monaco              | riscattato (45 mln €)  |
| A        | George Hirst          | OH Lovanio          | definitivo             |
| A        | Ayoze Pérez           | Newcastle Utd       | definitivo             |
| A        | Ali Reghba            | Bohemians           | definitivo             |
| A        | Islam Slimani         | Fenerbahçe          | fine prestito          |
| A        | George Thomas         | Scunthorpe Utd      | fine prestito          |

| Cessioni | Cessioni           | Cessioni           | Cessioni              |
| R.       | Nome               | a                  | Modalità              |
| -------- | ------------------ | ------------------ | --------------------- |
| P        | Max Bramley        | Barwell            | svincolato            |
| P        | Daniel Iversen     | Sparta Rotterdam   | prestito              |
| D        | Callum Elder       | Hull City          | definitivo            |
| D        | George Heaven      | Stratford Town     | svincolato            |
| D        | Josh Knight        | Peterborough Utd   | prestito              |
| D        | Harry Maguire      | Manchester Utd     | definitivo (93 mln €) |
| D        | Elliott Moore      | Oxford Utd         | definitivo            |
| D        | Louis Ramsay       | Billericay Town    | svincolato            |
| D        | Danny Simpson      | Huddersfield Town  | svincolato            |
| C        | Leon James         |                    | svincolato            |
| C        | Kairo Edwards-John | Stratford Town     | svincolato            |
| C        | Habib Makanjuola   |                    | svincolato            |
| C        | Layton Ndukwu      | Southend Utd       | prestito              |
| C        | Lamine Kaba Sherif | Accrington Stanley | svincolato            |
| A        | Dylan Bollard      |                    | svincolato            |
| A        | Jozsef Keaveny     | AEK Larnaca        | svincolato            |
| A        | Davide Lorenzo     |                    | svincolato            |
| A        | Ryan Loft          | Carlisle Utd       | prestito              |
| A        | Alassane Meite     | Fujairah           | svincolato            |
| A        | Harrison Myring    | Doncaster          | svincolato            |
| A        | Shinji Okazaki     | Malaga             | svincolato            |

### Operazioni esterne(dal 9/8 al 31/12)
| Acquisti | Acquisti         | Acquisti       | Acquisti   |
| R.       | Nome             | da             | Modalità   |
| -------- | ---------------- | -------------- | ---------- |
| D        | Darragh O'Connor | Wexford Youths | definitivo |
| C        | Callum Hulme     | Bury           | definitivo |

| Cessioni | Cessioni          | Cessioni     | Cessioni               |
| R.       | Nome              | a            | Modalità               |
| -------- | ----------------- | ------------ | ---------------------- |
| D        | Sam Hughes        | Salford City | prestito               |
| D        | Alexandru Pașcanu | CFR Cluj     | definitivo (600.000 €) |
| C        | Fousseni Diabaté  | Amiens       | prestito               |
| C        | Rachid Ghezzal    | Fiorentina   | prestito               |
| C        | Andy King         | Rangers      | prestito               |
| C        | Adrien Silva      | Monaco       | prestito               |
| C        | Islam Slimani     | Monaco       | prestito               |

### Sessione invernale(dall'1/1 al 31/1)
| Acquisti | Acquisti      | Acquisti      | Acquisti      |
| R.       | Nome          | da            | Modalità      |
| -------- | ------------- | ------------- | ------------- |
| D        | Ryan Bennett  | Wolverhampton | prestito      |
| D        | Sam Hughes    | Salford City  | fine prestito |
| C        | Andy King     | Rangers       | fine prestito |
| C        | Layton Ndukwu | Southend Utd  | fine prestito |

| Cessioni | Cessioni              | Cessioni          | Cessioni   |
| R.       | Nome                  | a                 | Modalità   |
| -------- | --------------------- | ----------------- | ---------- |
| D        | Filip Benković        | Bristol City      | prestito   |
| D        | Mitch Clark           | Port Vale         | prestito   |
| D        | Lukáš Hušek           | Sparta Praga      | definitivo |
| C        | Kiernan Dewsbury-Hall | Blackpool         | prestito   |
| C        | Andy King             | Huddersfield Town | prestito   |
| C        | George Thomas         | ADO Den Haag      | prestito   |
| C        | Admiral Muskwe        | Swindon Town      | prestito   |
| A        | Raúl Uche             | Real Valladolid   | definitivo |

## Risultati

### Premier League

#### Girone di andata
| Leicester 11 agosto 2019, ore 14:00 BST 1ª giornata | Leicester City           | 0 – 0 referto | Wolverhampton | King Power Stadium (32.015 spett.)\| Arbitro: \| Marriner (West Midlands) \| |
| Arbitro:                                            | Marriner (West Midlands) |               |               |                                                                              |

| Arbitro: | Langford (West Midlands) |

|          |           |           |
| Mount 7’ | Marcatori | 67’ Ndidi |

| Arbitro: | Madley (West Yorkshire) |

|              |           |                      |
| McBurnie 62’ | Marcatori | 38’ Vardy 70’ Barnes |

| Arbitro: | Bankes (Merseyside) |

|                              |           |            |
| Vardy 12’, 73’ Tielemans 41’ | Marcatori | 15’ Wilson |

| Arbitro: | Atkinson (West Yorkshire) |

|                    |           |  |
| Rashford 8’ (rig.) | Marcatori |  |

| Arbitro: | Tierney (Lancashire) |

|                                  |           |          |
| Ricardo Pereira 69’ Maddison 85’ | Marcatori | 29’ Kane |

| Arbitro: | Pawson (Sheffield) |

|                                                                 |           |  |
| Ricardo Pereira 16’ Vardy 54’, 64’ Dummett 57’ (aut.) Ndidi 90’ | Marcatori |  |

| Arbitro: | Kavanagh (Lancashire) |

|                              |           |              |
| Mané 40’ Milner 90+5’ (rig.) | Marcatori | 80’ Maddison |

| Arbitro: | Moss (West Yorkshire) |

|                         |           |          |
| Vardy 45’ Tielemans 74’ | Marcatori | 26’ Wood |

| Arbitro: | Marriner (West Midlands) |

|  |           |                                                                                          |
|  | Marcatori | 10’ Chilwell 17’ Tielemans 19’, 39’, 57’ Pérez 45’, 58’, 90+4’ (rig.) Vardy 85’ Maddison |

| Arbitro: | Tierney (Lancashire) |

|  |           |                       |
|  | Marcatori | 57’ Söyüncü 88’ Vardy |

| Arbitro: | Kavanagh (Lancashire) |

|                        |           |  |
| Vardy 68’ Maddison 75’ | Marcatori |  |

| Arbitro: | Dean (Wirral) |

|  |           |                            |
|  | Marcatori | 64’ Pérez 82’ (rig.) Vardy |

| Arbitro: | Scott (Oxfordshire) |

|                           |           |                 |
| Vardy 68’ Iheanacho 90+4’ | Marcatori | 23’ Richarlison |

| Arbitro: | Pawson (Sheffield) |

|                                 |           |  |
| Vardy 55’ (rig.) Maddison 90+5’ | Marcatori |  |

| Arbitro: | Oliver (Northumberland) |

|                |           |                                        |
| Grealish 45+2’ | Marcatori | 20’, 75’ Vardy 41’ Iheanacho 49’ Evans |

| Arbitro: | Madley (West Yorkshire) |

|                 |           |           |
| Krul 38’ (aut.) | Marcatori | 26’ Pukki |

| Arbitro: | Dean (Wirral) |

|                                                  |           |           |
| Mahrez 30’ Gündogan 43’ (rig.) Gabriel Jesus 69’ | Marcatori | 22’ Vardy |

| Arbitro: | Oliver (Northumberland) |

|  |           |                                                         |
|  | Marcatori | 31’, 74’ Firmino 71’ (rig.) Milner 78’ Alexander-Arnold |

#### Girone di ritorno
| Arbitro: | Coote (Nottinghamshire) |

|             |           |                        |
| Fornals 45’ | Marcatori | 40’ Iheanacho 56’ Gray |

| Arbitro: | Atkinson (West Yorkshire) |

|  |           |                                      |
|  | Marcatori | 36’ Pérez 39’ Maddison 87’ Choudhury |

| Arbitro: | Mason (Bolton) |

|           |           |                        |
| Praet 14’ | Marcatori | 19’ Armstrong 81’ Ings |

| Arbitro: | Taylor (Cheshire) |

|                       |           |            |
| Wood 56’ Westwood 79’ | Marcatori | 33’ Barnes |

| Arbitro: | Coote (Nottinghamshire) |

|                                                        |           |                  |
| Barnes 24’ Ricardo Pereira 45+4’ Pérez 81’ (rig.), 88’ | Marcatori | 50’ (rig.) Noble |

| Arbitro: | Mason (Bolton) |

|                         |           |                  |
| Barnes 54’ Chilwell 64’ | Marcatori | 46’, 71’ Rüdiger |

| Wolverhampton 14 febbraio 2020, ore 20:00 GMT 26ª giornata | Wolverhampton | 0 – 0 referto | Leicester City | Molineux Stadium (31.682 spett.)\| Arbitro: \| Dean (Wirral) \| |
| Arbitro:                                                   | Dean (Wirral) |               |                |                                                                 |

| Arbitro: | Tierney (Lancashire) |

|  |           |             |
|  | Marcatori | 80’ G.Jesus |

| Arbitro: | Pawson (Sheffield) |

|           |           |  |
| Lewis 70’ | Marcatori |  |

| Arbitro: | Oliver (Northumberland) |

|                                      |           |  |
| Barnes 40’, 85’ Vardy 63’ (rig.) 79’ | Marcatori |  |

| Arbitro: | Pawson (Sheffield) |

|              |           |              |
| Dawson 90+3’ | Marcatori | 90’ Chilwell |

| Leicester 23 giugno 2020, ore 18:00 BST 31ª giornata | Leicester City | 0 – 0 referto | Brighton | King Power Stadium (0 spett.)\| Arbitro: \| Mason (Bolton) \| |
| Arbitro:                                             | Mason (Bolton) |               |          |                                                               |

| Arbitro: | Coote (Nottinghamshire) |

|                                       |           |               |
| Richarlison 10’ Sigurðsson 16’ (rig.) | Marcatori | 51’ Iheanacho |

| Arbitro: | Moss (West Yorkshire) |

|                                |           |  |
| Iheanacho 49’ Vardy 77’, 90+4’ | Marcatori |  |

| Arbitro: | Kavanagh (Lancashire) |

|                |           |           |
| Aubameyang 21’ | Marcatori | 84’ Vardy |

| Arbitro: | Attwell (Warwickshire) |

|                                                        |           |           |
| Stanislas 66’ (rig.) Solanke 67’, 87’ Evans 83’ (aut.) | Marcatori | 23’ Vardy |

| Arbitro: | Oliver (Northumberland) |

|                    |           |  |
| Pérez 29’ Gray 79’ | Marcatori |  |

| Arbitro: | Taylor (Cheshire) |

|                                |           |  |
| Justin 6’ (aut.) Kane 37’, 40’ | Marcatori |  |

| Arbitro: | Atkinson (West Yorkshire) |

|  |           |                                      |
|  | Marcatori | 71’ (rig.) B.Fernandes 90+8’ Lingard |

### FA Cup

#### Turni eliminatori
| Arbitro: | Hooper (Wiltshire) |

|                              |           |  |
| Pearce 19’ (aut.) Barnes 40’ | Marcatori |  |

| Arbitro: | Kavanagh (Lancashire) |

|  |           |              |
|  | Marcatori | 4’ Iheanacho |

| Arbitro: | Moss (West Yorkshire) |

|                     |           |  |
| Ricardo Pereira 82’ | Marcatori |  |

| Arbitro: | Dean (Wirral) |

|  |           |             |
|  | Marcatori | 64’ Barkley |

### League Cup

#### Turni eliminatori
| Arbitro: | Robinson (West Sussex) |

|                           |                      |                                       |
| Muto 53’                  | Marcatori            | 34’ Maddison                          |
| Muto Shelvey Schär Hayden | Tiri di rigore 2 – 4 | Fuchs Maddison Tielemans Barnes Vardy |

| Arbitro: | Donohue (Greater Manchester) |

|  |           |                                                 |
|  | Marcatori | 34’ Gray 44’ Justin 79’ Tielemans 86’ Iheanacho |

| Arbitro: | England (South Yorkshire) |

|           |           |                                         |
| Boyce 52’ | Marcatori | 7’ Iheanacho 20’ Tielemans 89’ Maddison |

| Arbitro: | Moss (West Yorkshire) |

|                                    |                      |                                              |
| Davies 70’ Baines 90+1’            | Marcatori            | 26’ Maddison 29’ Evans                       |
| Tosun Baines Holgate Calvert-Lewin | Tiri di rigore 2 – 4 | Maddison Chilwell Ricardo Pereira Gray Vardy |

#### Semifinale
| Arbitro: | Kavanagh (Lancashire) |

|               |           |              |
| Iheanacho 74’ | Marcatori | 28’ Guilbert |

| Arbitro: | Dean (Wirral) |

|                             |           |               |
| Targett 12’ Trézéguet 90+3’ | Marcatori | 72’ Iheanacho |

## Statistiche

### Statistiche di squadra
Statistiche aggiornate al 26 luglio 2020
| Competizione   | Punti            | In casa | In casa | In casa | In casa | In casa | In casa | In trasferta | In trasferta | In trasferta | In trasferta | In trasferta | In trasferta | Totale | Totale | Totale | Totale | Totale | Totale | DR  |
| Competizione   | Punti            | G       | V       | N       | P       | Gf      | Gs      | G            | V            | N            | P            | Gf           | Gs           | G      | V      | N      | P      | Gf     | Gs     | DR  |
| -------------- | ---------------- | ------- | ------- | ------- | ------- | ------- | ------- | ------------ | ------------ | ------------ | ------------ | ------------ | ------------ | ------ | ------ | ------ | ------ | ------ | ------ | --- |
| Premier League | 62               | 19      | 11      | 4       | 4       | 35      | 17      | 19           | 7            | 4            | 8            | 32           | 24           | 38     | 18     | 8      | 12     | 67     | 41     | +26 |
| FA Cup         | Quarti di finale | 3       | 2       | 0       | 1       | 3       | 1       | 1            | 1            | 0            | 0            | 1            | 0            | 4      | 3      | 0      | 1      | 4      | 1      | +3  |
| Carabao Cup    | Semifinale       | 1       | 0       | 1       | 0       | 1       | 1       | 5            | 2            | 2            | 1            | 11           | 6            | 6      | 2      | 3      | 1      | 12     | 7      | +5  |
| Totale         | 62               | 23      | 13      | 5       | 5       | 39      | 19      | 25           | 10           | 6            | 9            | 44           | 30           | 48     | 23     | 11     | 14     | 83     | 49     | +34 |

### Andamento in campionato
| Giornata  | 1  | 2  | 3 | 4 | 5 | 6 | 7 | 8 | 9 | 10 | 11 | 12 | 13 | 14 | 15 | 16 | 17 | 18 | 19 | 20 | 21 | 22 | 23 | 24 | 25 | 26 | 27 | 28 | 29 | 30 | 31 | 32 | 33 | 34 | 35 | 36 | 37 | 38 |
| --------- | -- | -- | - | - | - | - | - | - | - | -- | -- | -- | -- | -- | -- | -- | -- | -- | -- | -- | -- | -- | -- | -- | -- | -- | -- | -- | -- | -- | -- | -- | -- | -- | -- | -- | -- | -- |
| Luogo     | C  | T  | T | C | T | C | C | T | C | T  | T  | C  | T  | C  | C  | T  | C  | T  | C  | T  | T  | C  | T  | C  | C  | T  | C  | T  | C  | T  | C  | T  | C  | T  | T  | C  | T  | C  |
| Risultato | N  | N  | V | V | P | V | V | P | V | V  | V  | V  | V  | V  | V  | V  | N  | P  | P  | V  | V  | P  | P  | V  | N  | N  | P  | P  | V  | N  | N  | P  | V  | N  | P  | V  | P  | P  |
| Posizione | 12 | 12 | 4 | 3 | 5 | 3 | 3 | 4 | 3 | 3  | 3  | 2  | 2  | 2  | 2  | 2  | 2  | 2  | 2  | 2  | 2  | 3  | 3  | 3  | 3  | 3  | 3  | 3  | 3  | 3  | 3  | 3  | 3  | 4  | 4  | 4  | 5  | 5  |

Legenda:

Luogo: C = Casa; T = Trasferta. Risultato: V = Vittoria; N = Pareggio; P = Sconfitta.

### Statistiche dei giocatori
Sono in corsivo i calciatori che hanno lasciato la società a stagione in corso.
| Giocatore        | Premier League | Premier League | Premier League | Premier League | FA Cup   | FA Cup | FA Cup      | FA Cup     | League Cup | League Cup | League Cup  | League Cup | Totale   | Totale | Totale      | Totale     |
| Giocatore        | Presenze       | Reti           | Ammonizioni    | Espulsioni     | Presenze | Reti   | Ammonizioni | Espulsioni | Presenze   | Reti       | Ammonizioni | Espulsioni | Presenze | Reti   | Ammonizioni | Espulsioni |
| ---------------- | -------------- | -------------- | -------------- | -------------- | -------- | ------ | ----------- | ---------- | ---------- | ---------- | ----------- | ---------- | -------- | ------ | ----------- | ---------- |
| K. Schmeichel    | 38             | -41            | 2              | 0              | 2        | -1     | 0           | 0          | 4          | -6         | 0           | 0          | 44       | -48    | 2           | 0          |
| J. Justin        | 13             | 0              | 1              | 0              | 3        | 0      | 0           | 0          | 2          | 1          | 0           | 0          | 18       | 1      | 1           | 0          |
| B. Chilwell      | 27             | 3              | 3              | 0              | 3        | 0      | 0           | 0          | 3          | 0          | 0           | 0          | 33       | 3      | 3           | 0          |
| Ç. Söyüncü       | 34             | 1              | 4              | 0              | 4        | 0      | 2           | 0          | 4          | 0          | 2           | 0          | 42       | 1      | 8           | 0          |
| W. Morgan        | 11             | 0              | 0              | 0              | 2        | 0      | 0           | 0          | 4          | 0          | 1           | 0          | 17       | 0      | 1           | 0          |
| J. Evans         | 38             | 1              | 8              | 0              | 2        | 0      | 0           | 0          | 6          | 1          | 0           | 0          | 46       | 2      | 8           | 0          |
| D. Gray          | 21             | 2              | 1              | 0              | 4        | 0      | 0           | 0          | 4          | 1          | 0           | 0          | 29       | 3      | 1           | 0          |
| Y. Tielemans     | 37             | 3              | 2              | 0              | 2        | 0      | 0           | 0          | 5          | 2          | 0           | 0          | 44       | 5      | 2           | 0          |
| J. Vardy         | 35             | 23             | 3              | 0              | 1        | 0      | 0           | 0          | 4          | 0          | 1           | 0          | 40       | 23     | 4           | 0          |
| J. Maddison      | 31             | 6              | 4              | 0              | 2        | 0      | 0           | 0          | 5          | 3          | 0           | 0          | 38       | 9      | 4           | 0          |
| M. Albrighton    | 20             | 0              | 2              | 0              | 4        | 0      | 0           | 0          | 4          | 0          | 0           | 0          | 28       | 0      | 2           | 0          |
| D. Ward          | -              | -              | -              | -              | 2        | -0     | 0           | 0          | 2          | -1         | 0           | 0          | 4        | -1     | 0           | 0          |
| I. Slimani       | -              | -              | -              | -              | -        | -      | -           | -          | -          | -          | -           | -          | -        | -      | -           | -          |
| K. Iheanacho     | 20             | 5              | 1              | 0              | 2        | 1      | 0           | 0          | 4          | 4          | 0           | 0          | 26       | 10     | 1           | 0          |
| H. Barnes        | 36             | 6              | 0              | 0              | 3        | 1      | 0           | 0          | 3          | 0          | 0           | 0          | 42       | 7      | 0           | 0          |
| F. Benković      | -              | -              | -              | -              | 1        | 0      | 0           | 0          | -          | -          | -           | -          | 1        | 0      | 0           | 0          |
| A. Pérez         | 33             | 8              | 0              | 0              | 2        | 0      | 0           | 0          | 5          | 0          | 0           | 0          | 40       | 8      | 0           | 0          |
| H. Choudhury     | 20             | 1              | 2              | 1              | 4        | 0      | 0           | 0          | 5          | 0          | 1           | 0          | 29       | 1      | 3           | 1          |
| R. Pereira       | 28             | 3              | 1              | 0              | 1        | 1      | 0           | 0          | 4          | 0          | 0           | 0          | 33       | 4      | 1           | 0          |
| M. James         | 1              | 0              | 0              | 0              | -        | -      | -           | -          | -          | -          | -           | -          | 1        | 0      | 0           | 0          |
| A. Silva         | -              | -              | -              | -              | -        | -      | -           | -          | -          | -          | -           | -          | -        | -      | -           | -          |
| N. Mendy         | 7              | 0              | 0              | 0              | 1        | 0      | 0           | 0          | 0          | 0          | 0           | 0          | 8        | 0      | 0           | 0          |
| W. Ndidi         | 32             | 2              | 6              | 0              | 3        | 0      | 0           | 0          | 4          | 0          | 0           | 0          | 39       | 2      | 6           | 0          |
| D. Praet         | 27             | 1              | 2              | 0              | 4        | 0      | 0           | 0          | 5          | 0          | 0           | 0          | 36       | 1      | 2           | 0          |
| F. Diabaté       | -              | -              | -              | -              | -        | -      | -           | -          | -          | -          | -           | -          | -        | -      | -           | -          |
| C. Fuchs         | 11             | 0              | 0              | 0              | 4        | 0      | 0           | 0          | 2          | 0          | 0           | 0          | 17       | 0      | 0           | 0          |
| R. Bennett       | 5              | 0              | 0              | 0              | -        | -      | -           | -          | -          | -          | -           | -          | 5        | 0      | 0           | 0          |
| R. Ghezzal       | -              | -              | -              | -              | -        | -      | -           | -          | -          | -          | -           | -          | -        | -      | -           | -          |
| E. Jakupović     | -              | -              | -              | -              | -        | -      | -           | -          | -          | -          | -           | -          | -        | -      | -           | -          |
| A. King          | -              | -              | -              | -              | -        | -      | -           | -          | -          | -          | -           | -          | -        | -      | -           | -          |
| D. Johnson       | -              | -              | -              | -              | -        | -      | -           | -          | -          | -          | -           | -          | -        | -      | -           | -          |
| G. Hirst         | 2              | 0              | 0              | 0              | -        | -      | -           | -          | -          | -          | -           | -          | 2        | 0      | 0           | 0          |
| K. Dewsbury-Hall | -              | -              | -              | -              | 1        | 0      | 0           | 0          | -          | -          | -           | -          | 1        | 0      | 0           | 0          |
| L. Thomas        | 3              | 0              | 0              | 0              | -        | -      | -           | -          | -          | -          | -           | -          | 3        | 0      | 0           | 0          |